# Fieliks Szestopałow
Fieliks Szestopałow (ur. 11 marca 1996) – rosyjski lekkoatleta  specjalizujący się w wielobojach.
W 2013 został wicemistrzem świata juniorów młodszych w ośmioboju.

## Osiągnięcia
| Rok  | Impreza                               | Miejsce | Konkurencja | Lokata     | Wynik     |
| ---- | ------------------------------------- | ------- | ----------- | ---------- | --------- |
| 2013 | Mistrzostwa świata juniorów młodszych | Donieck | ośmiobój    | 2. miejsce | 6260 pkt. |